# Ниголине-Бономели (Бреша)
Ниголине-Бономели је насеље у Италији у округу Бреша, региону Ломбардија.
Према процени из 2011. у насељу је живело 1381 становника. Насеље се налази на надморској висини од 232 м.